# Route nationale 11 (Slovénie)
Pour les articles homonymes, voir G11 et Route nationale 11.
La route nationale 11 (slovène : Glavna cesta 11), abrégée en G11 ou G1-11, est une route nationale slovène allant de Koper à la frontière croate. Sa longueur est de 17,2 km. Elle fait partie de la route européenne 751.

## Histoire
La route nationale 11 reliait initialement la frontière italienne à la frontière croate, via Koper. Avant 1998, elle était numérotée M2 entre la frontière italienne et Koper,. En 2005, le tronçon entre la frontière italienne et Koper est devenu route régionale 741 (regionalna cesta 741) et voie rapide H5 (hitra cesta H5).

## Tracé

### De l'Italie à Koper (avant 2005)
- Italie SS 15
- Spodnje Škofije (en)
- Bertoki (en)

### De Koper à la Croatie (tracé actuel)
- Koper
- Šalara (en)
- Gažon (en)
- Srgaši (en)
- Grintovec (en)
- Padna (en)
- Dragonja (en)
- Croatie D 21